# Berke Akçam
Berke Akçam (* 10. April 2002 in Bursa) ist ein türkischer Sprinter und Hürdenläufer, der sich auf die 400-Meter-Distanz spezialisiert hat.

## Sportliche Laufbahn
Erste internationale Erfahrungen sammelte Berke Akçam im Jahr 2018, als er bei den U18-Europameisterschaften in Győr in 53,15 s den siebten Platz im 400-Meter-Hürdenlauf belegte. Im Jahr darauf siegte er bei den U20-Europameisterschaften in  Borås mit der türkischen 4-mal-400-Meter-Staffel in 3:08,34 min und gewann daraufhin beim Europäischen Olympischen Jugendfestival (EYOF) in Baku in 52,30 s die Bronzemedaille im Hürdenlauf und schied mit der Sprintstaffel (1000 Meter) mit 2:02,03 min im Vorlauf aus. 2020 gewann er bei den Balkan-Hallenmeisterschaften in Istanbul in 3:12,25 min die Silbermedaille mit der Staffel und bei den Freiluftmeisterschaften in Cluj-Napoca siegte er in 50,60 s im Hürdenlauf sowie in 3:06,35 min auch mit der Staffel. 2021 wurde er bei den Balkan-Hallenmeisterschaften in Istanbul in 47,21 s Fünfter, ehe er bei den Halleneuropameisterschaften in Toruń mit 47,33 s im Vorlauf ausschied. Anfang Mai verpasste er dann bei den World Athletics Relays im polnischen Chorzów mit 3:06,05 min den Finaleinzug in der 4-mal-400-Meter-Staffel. Im Juli siegte er in 50,70 s bei den U20-Europameisterschaften in Tallinn über 400 Meter Hürden und anschließend siegte er in 49,38 s auch bei den U20-Weltmeisterschaften in Nairobi und stellte damit einen neuen türkischen U20-Rekord auf.
2023 startete er mit der 4-mal-400-Meter-Staffel bei den Halleneuropameisterschaften in Istanbul und belegte dort mit neuem Landesrekord von 3:09,41 min den sechsten Platz. Im Juli gewann er bei den U23-Europameisterschaften in Espoo in 49,48 s die Silbermedaille über 400 Meter Hürden hinter seinem Landsmann İsmail Nezir und mit der Staffel sicherte er sich in 3:03,04 min die Silbermedaille hinter dem italienischen Team. Kurz darauf gewann er bei den Balkan-Meisterschaften in Kraljevo in 48,97 s die Silbermedaille hinter seinem Landsmann Yasmani Copello. Im August belegte er bei den World University Games in Chengdu in 48,93 s den vierten Platz im Hürdenlauf und siegte mit der Staffel in 3:03,46 min. Im Jahr darauf siegte er bei den Balkan-Hallenmeisterschaften in Istanbul in 46,43 s über 400 Meter sowie in 3:12,09 min auch im Staffelbewerb. Im Mai wurde er bei den World Athletics Relays in Nassau in 3:06,35 min Siebter im C-Lauf in der 2. Qualifikationsrunde über 4-mal 400 Meter für die Olympischen Spiele. Kurz darauf gewann er bei den U23-Mittelmeer-Meisterschaften in Ismailia in 49,62 s die Silbermedaille über 400 Meter Hürden hinter dem Libanesen Marc Anthony Ibrahim und siegte in 49,30 s bei den Balkan-Meisterschaften in Izmir. Anschließend belegte er bei den Europameisterschaften in Rom in 48,17 s den fünften Platz. Im August schied er bei den Olympischen Sommerspielen in Paris mit 49,12 s im Halbfinale aus. 2025 gewann er bei den Balkan-Hallenmeisterschaften in Belgrad in 47,14 s die Bronzemedaille über 400 Meter hinter dem Ukrainer Oleksandr Pohorilko und Boško Kijanović aus Serbien und siegte in 3:10,97 s im Staffelbewerb. Ende Juni wurde er bei der 2. Liga der Team-Europameisterschaft in Maribor über 400 m Hürden disqualifiziert, ehe er bei den World University Games in Bochum in 49,29 s die Goldmedaille gewann. Zudem gewann er dort im Staffelbewerb in 3:04,40 min die Bronzemedaille hinter den Teams aus Polen und den Vereinigten Staaten.
In den Jahren 2020 und 2021 wurde Akçam türkischer Meister im 400-Meter-Hürdenlauf und 2021, 2023 und 2024 wurde er Hallenmeister im 400-Meter-Lauf.

## Persönliche Bestzeiten
- 400 Meter: 46,46 s, 30. August 2021 in Gaziantep
  - 400 Meter (Halle): 46,22 s, 18. Februar 2024 in Istanbul
- 300 m Hürden: 34,50 s, 26. April 2025 in Xiamen (nationale Bestleistung)
- 400 m Hürden: 48,14 s, 10. Juni 2024 in Rom